# Église Saint-Martin de Lacs
Pour les articles homonymes, voir Église Saint-Martin et Saint Martin.
L'église Saint-Martin de Lacs est une église catholique française. Elle est située sur le territoire de la commune de Lacs, dans le département de l'Indre, en région Centre-Val de Loire.

## Situation
L'église se trouve dans la commune de Lacs, au sud-est du département de l'Indre, en région Centre-Val de Loire. Elle est située dans la région naturelle du Boischaut Sud. L'église dépend de l'archidiocèse de Bourges, du doyenné du Boischaut Sud et de la paroisse de La Châtre.

## Histoire
L'église date du XIIe siècle. L'édifice est classé au titre des monuments historiques par arrêté du 1er septembre 1922.

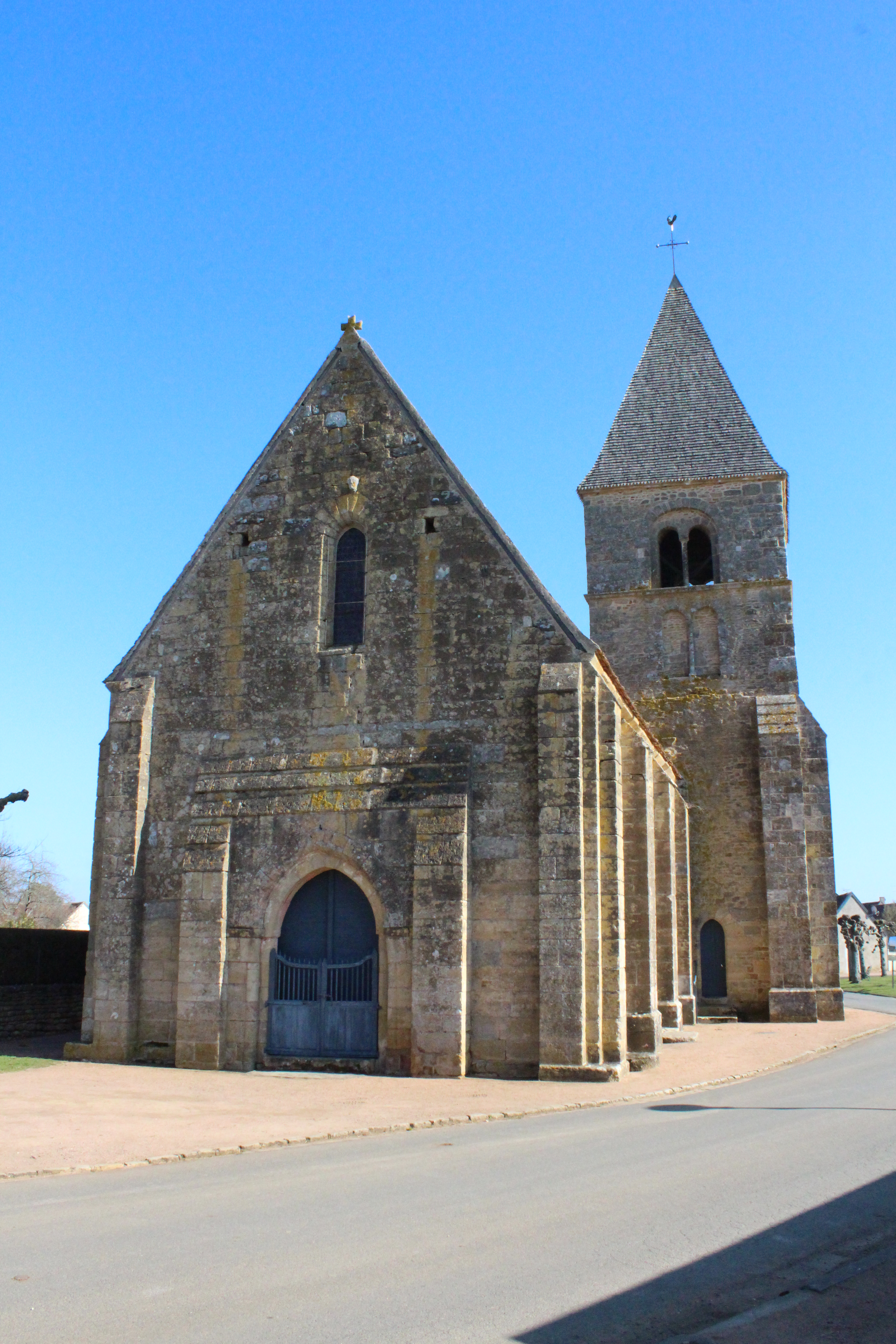
L'église Saint-Martin de Lacs en 2025.

## Description
L'église de style roman se compose d'une nef unique, d'un chœur plus étroit et d'une abside semi-circulaire. Sur la façade extérieure de celle-ci, se trouvent une série de modillons et la présence de trois pierres de réemploi probablement d'origine gallo-romaine, représentants des divinités (assimilées à Apollon, Mercure et Vénus).

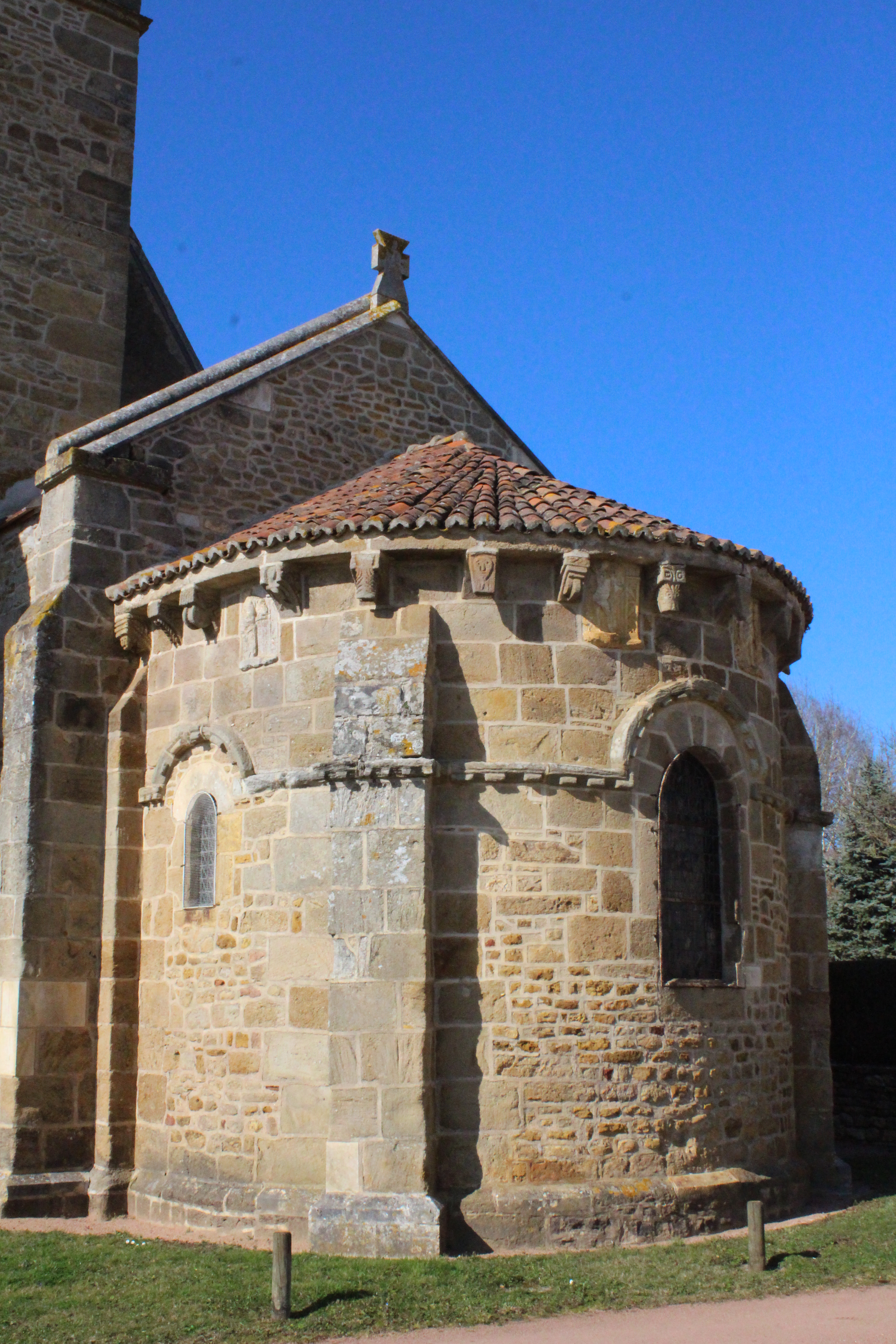
Vue de la façade extérieure de l'abside.
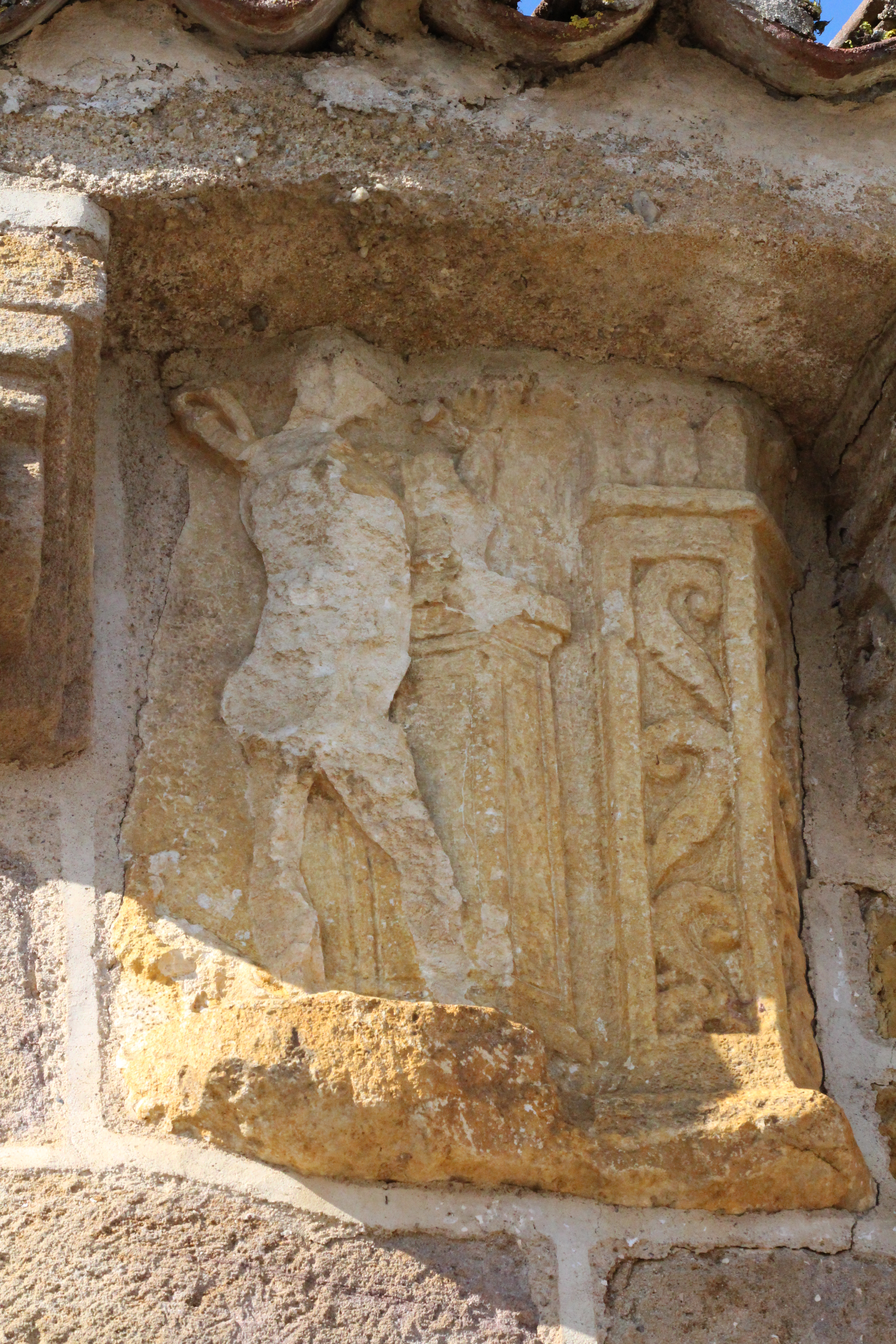
Pierre de réemploi gallo-romaine.
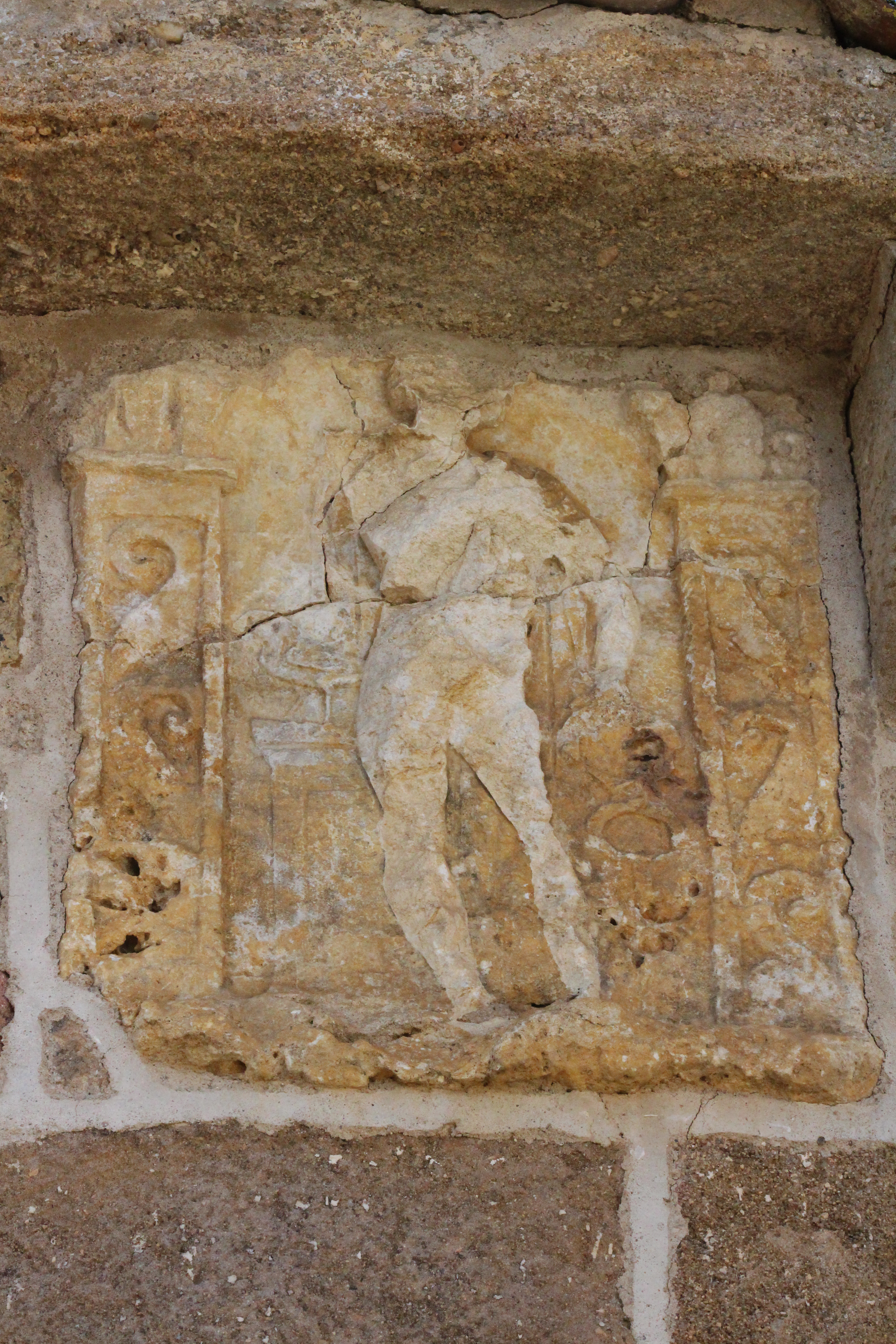
Autre pierre de réemploi gallo-romaine.
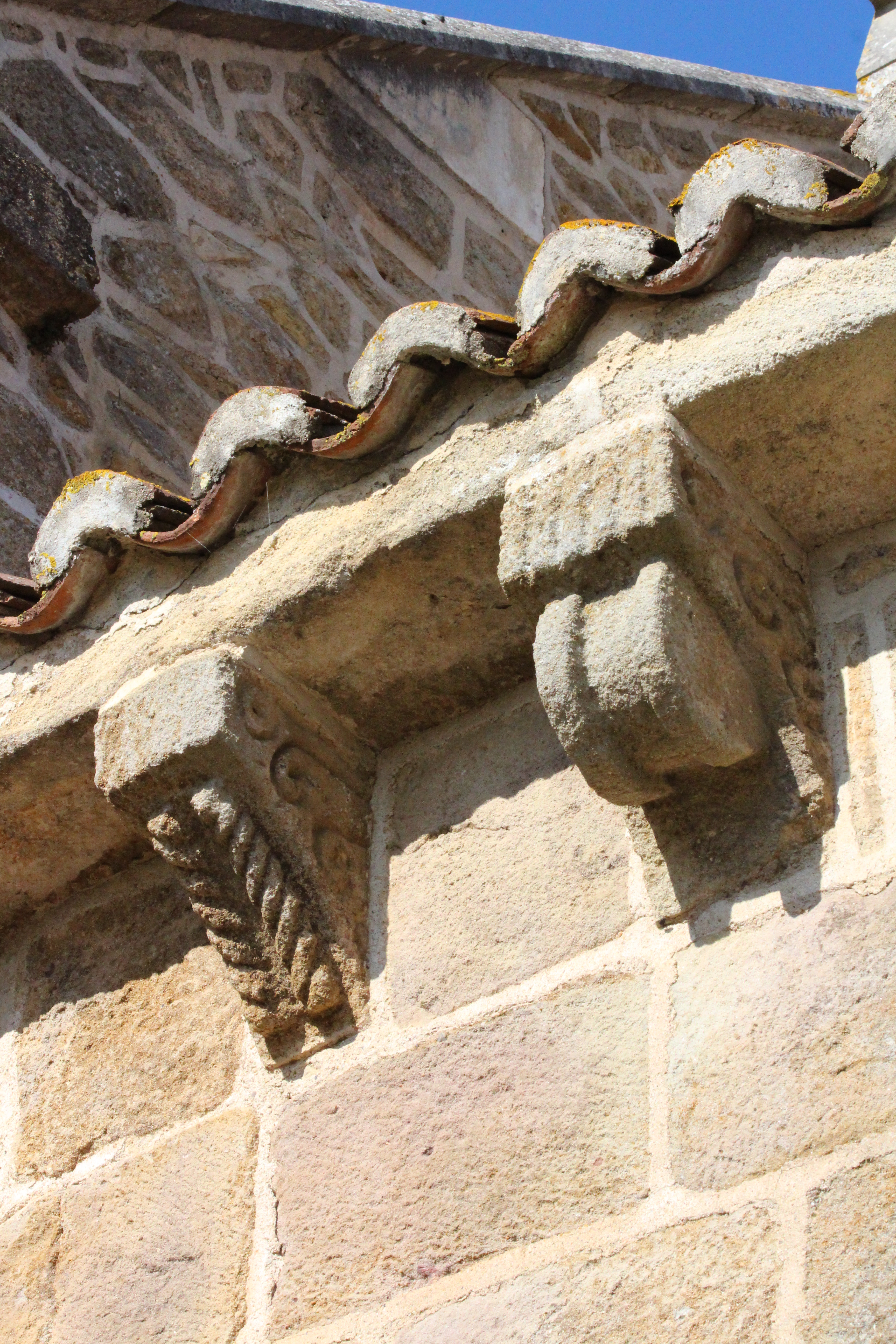
Modillons.